# Jean de Nostredame
Jean de Nostredame (1522 – 1576/7) est un historien et écrivain provençal. Il est le frère cadet de Michel de Nostredame dit Nostradamus.
Il est baptisé à Saint-Rémy-de-Provence le 19 février 1522. Il suit les traces de son père, Jaume de Nostredame, comme notaire et sert comme procureur de la Cour de Parlement de Provence à Aix.
L'œuvre majeure de Nostredame est Les vies des plus célèbres et anciens Poètes provensaux, qui ont floury du temps des comtes de Provence (Lyon : Alexandre Marsilij, 1575). Cette histoire des troubadours est considérée aujourd'hui comme largement fictionnelle malgré quelques faits historiques vérifiables. Nostredame base ses récits sur trois sources, mais aucune d'entre elles n'a survécu. Au xviiie siècle, Giovanni Mario Crescimbeni est influencé par Nostredame, mais au xxe siècle, Camille Chabaneau et Joseph Anglade ont montré le manque de fiabilité de son œuvre.
Vers 1550, il se lance dans la rédaction d'une Chronique de Provence demeurée inachevée. D'abord composée en provençal, puis traduite par son auteur en français, elle est conservée dans quatre manuscrits autographes.